# Paraproctis calamolopha
Paraproctis calamolopha är en fjärilsart som beskrevs av Collenette 1936. Paraproctis calamolopha ingår i släktet Paraproctis och familjen tofsspinnare. Inga underarter finns listade i Catalogue of Life.